# Роздольненська селищна рада
Роздо́льненська се́лищна ра́да — адміністративно-територіальна одиниця та орган місцевого самоврядування в Роздольненському районі Автономної Республіки Крим. Адміністративний центр — селище міського типу Роздольне.

## Загальні відомості
- Населення ради: 7 300 осіб (станом на 1 січня 2011 року)

## Населені пункти
Селищній раді підпорядковані населені пункти:
- смт Роздольне

## Склад ради
Рада складається з 30 депутатів та голови.
- Голова ради:
- Секретар ради: Петренко Надія Володимирівна

### Керівний склад попередніх скликань
| Прізвище, ім'я, по батькові     | Основні відомості                                                        | Дата обрання | Дата звільнення |
| ------------------------------- | ------------------------------------------------------------------------ | ------------ | --------------- |
| Петриченко Михайло Валентинович | Селищний голова, 1961 року народження, член Народно-демократичної партії | 26.03.2006   | 31.10.2010      |
| Степаненко Віктор Михайлович    | Селищний голова, 1947 року народження, освіта вища                       | 31.10.2010   | 28.05.2013      |

Примітка: таблиця складена за даними сайту Верховної Ради України

### Депутати
За результатами місцевих виборів 2010 року депутатами ради стали:

#### За суб'єктами висування
| Суб'єкт висування            | Кількість обраних депутатів | %    |
| ---------------------------- | --------------------------- | ---- |
| Партія регіонів              | 22                          | 73,3 |
| Самовисування                | 6                           | 20   |
| Комуністична партія України  | 1                           | 3,3  |
| Соціалістична партія України | 1                           | 3,3  |

#### За округами
| № округу                     | Прізвище, ім'я, по батькові      | Дата визнання обраним | Освіта             | Партійна приналежність            | Відомості про обраного депутата                                                                               |
| ---------------------------- | -------------------------------- | --------------------- | ------------------ | --------------------------------- | --- |
| Комуністична партія України  |                                  |                       |                    |                                   | |
| 17                           | Дергачов Петро Олексійович       | 04.11.2010            | середня спеціальна | член Комуністичної партії України | пенсіонер |
| Партія регіонів              |                                  |                       |                    |                                   | |
| 1                            | Острянська Олена Володимирівна   | 04.11.2010            | середня            | член Партії регіонів              | дитячий садок № 1, завідувачка                                                                                |
| 2                            | Миронічев Михайло Васильович     | 04.11.2010            | вища               | член Партії регіонів              | приватний підприємець                                                                                         |
| 3                            | Полякова Марина Юріївна          | 04.11.2010            | середня спеціальна | член Партії регіонів              | приватний підприємець                                                                                         |
| 4                            | Петренко Ігор Володимирович      | 04.11.2010            | вища               | член Партії регіонів              | ПП «Кералл», директор                                                                                         |
| 5                            | Лях Ірина Юріївна                | 04.11.2010            | середня            | член Партії регіонів              | Роздольненське споживче товариство, директор магазинів                                                        |
| 6                            | Степаненко Ніна Іванівна         | 04.11.2010            | вища               | член Партії регіонів              | Роздольненська загальноосвітня школа № 1, директор                                                            |
| 8                            | Шевелєв Костянтин Вікторович     | 04.11.2010            | вища               | член Партії регіонів              | служба обліку природного газу у Роздольненському управлінні експлуатації газового господарства, керівник      |
| 9                            | Пчеляной Олександр Анатолійович  | 04.11.2010            | вища               | член Партії регіонів              | Роздольненської селищної ради, економіст                                                                      |
| 10                           | Логвіненко Тетяна Вікторівна     | 04.11.2010            | вища               | член Партії регіонів              | відділ комунальної власності Роздольненської районної ради, начальник                                         |
| 11                           | Мартиновський Юрій Володимирович | 04.11.2010            | вища               | член Партії регіонів              | МПП «Агросервис», директор                                                                                    |
| 12                           | Нємикіна Галина Миколаївна       | 04.11.2010            | вища               | член Партії регіонів              | ПФУ, начальник                                                                                                |
| 13                           | Петренко Надія Володимирівна     | 04.11.2010            | вища               | позапартійна                      | Роздольненська селищна рада, секретар                                                                         |
| 14                           | Жиленко Світлана Федорівна       | 04.11.2010            | вища               | член Партії регіонів              | «ПП Жиленко В. І.», реалізатор                                                                                |
| 15                           | Смірнов Сергій Сергійович        | 04.11.2010            | вища               | член Партії регіонів              | Роздольненська орнітологічна філія «Леб'яжі острови», директор                                                |
| 16                           | Плахотнюк Анатолій Михайлович    | 04.11.2010            | вища               | член Партії регіонів              | Роздольненського РЕМ ВАТ «Крименерго», начальник                                                              |
| 19                           | Баталова Гульжиян Аблямітівна    | 04.11.2010            | вища               | член Партії регіонів              | ЦРЛ, фельдшер                                                                                                 |
| 20                           | Гук Світлана Василівна           | 04.11.2010            | середня спеціальна | член Партії регіонів              | приватний підприємець                                                                                         |
| 21                           | Вовк Любов Григорівна            | 04.11.2010            | середня спеціальна | член Партії регіонів              | філія «Роздольненський райавтодор», керівник                                                                  |
| 24                           | Бисова Надія Дмитрівна           | 04.11.2010            | вища               | член Партії регіонів              | госпрозрахункове підприємство громадянського харчування Роздольненського районного споживтовариства, директор |
| 25                           | Сидоренко Лариса Іванівна        | 04.11.2010            | вища               | член Партії регіонів              | дитячий садок № 5, кастелянша                                                                                 |
| 26                           | Швець Лариса Миколаївна          | 04.11.2010            | вища               | член Партії регіонів              | Раздольненське управління експлуатації газового господарства, керівник                                        |
| 28                           | Сурмач Олександр Вікторович      | 04.11.2010            | вища               | член Партії регіонів              | Раздольненське управління експлуатації газового господарства, інженер                                         |
| Соціалістична партія України |                                  |                       |                    |                                   | |
| 29                           | Паршикова Тетяна Олексіївна      | 04.11.2010            | вища               | позапартійна                      | пенсіонер |
| Самовисування                |                                  |                       |                    |                                   | |
| 7                            | Гофман Олена Євгенівна           | 04.11.2010            | вища               | позапартійна                      | приватний підприємець                                                                                         |
| 18                           | Клімчук Світлана Миколаївна      | 14.05.2012            | середня            | член Партії регіонів              | Роздольненська селищна рада, спеціаліст ІІ кат.                                                               |
| 22                           | Сушко Дмитро Володимирович       | 04.11.2010            | середня            | член Партії регіонів              | приватний підприємець                                                                                         |
| 23                           | Кулєша Сергій Анатолійович       | 04.11.2010            | вища               | позапартійний                     | тимчасово не працює                                                                                           |
| 27                           | Кулєша Анатолій Миколайович      | 30.10.2011            | вища               | позапартійний                     | пенсіонер |
| 30                           | Цисар Олена Тарасівна            | 15.09.2013            | вища               | член Партії регіонів              | Школа-гімназія № 2, вчитель                                                                                   |